# Prokopské údolí (výhybna)
Prokopské údolí (nebo též Výh Prokopské údolí) je výhybna (do roku 2015 železniční stanice s názvem Praha-Hlubočepy) ležící na jednokolejné neelektrizované trati Praha – Rudná u Prahy – Beroun. Stojí západně od centra obce Hlubočepy v ulici Hlubočepská 80/57. Ve výhybně se nachází rovněž zastávka Praha-Hlubočepy.

## Historie
Železniční stanice v Hlubočepích byla zprovozněna 11. května roku 1873 spolu s uvedením tratě do provozu.
V okolí železniční stanice se těžil vápenec. V jejím těsném sousedství, jižně od kolejí, byla na místě továrny na portlandský cement Barta a Tichý (Hlubočepská 72 a 83) postavena v letech 1875-1878 oběma společníky nová továrna na staviva, ve které vyráběli keramické zboží, roury a dlaždice z místního jílu. U Klukovic zřídili kruhové pece, které byly s hlubočepským nádražím spojeny vlečkou a mezi sebou propojeny úzkokolejkou. Druhou továrnou, do které vedla z nádraží vlečka, byl Technoplyn Karla Tichého (Hlubočepská 94/72), postavený roku 1898 na pozemku vápenky severně od kolejí.
Poměrně velké nádraží bylo uzpůsobeno ke křižování, předjíždění a odstavování dlouhých nákladních vlaků. Mělo tři koleje průjezdné (dopravní číslo 1, 3 a manipulační číslo 5) a tři kusé (2, 7 a 9). Na trať byla také napojena síť vleček do lomů, jednotlivé lomy pak mezi sebou propojovaly úzkorozchodné železnice s rozchodem 600 mm a to až do 60. let 20. století, kdy se zde vápenec přestal těžit.
Po omezení provozu v této stanici zůstaly pouze přímá kolej (číslo 1) a dopravní kolej (číslo 3), ostatní byly v 90. letech 20. století v celé své délce postupně vytrhány i s pražci. Na jejich místě se rozprostírala louka, uprostřed které zůstaly nefunkční světelná návěstidla a lampy. Protože byly všechny vedlejší koleje sneseny a zůstala zde pouze hlavní přímá kolej, nádraží bylo přeměněno na zastávku.
Výhybka na západním zhlaví byla zrušena po likvidaci poslední odbočující koleje, na východním zhlaví zůstala zachována, byla ale zablokována a odstraněna v létě roku 2005.
V blízkém okolí se nenachází žádná větší obytná zástavba a průmyslové podniky zde již nejsou. Bylo rozhodnuto zřídit stanici blíž centru obce a vybráno místo při světelně zabezpečeném úrovňovém přejezdu ulice Slivenecká poblíž autobusové zastávky MHD Hlubočepská. Nová železniční zastávka Praha-Hlubočepy byla otevřena v srpnu roku 2015.
Po rekonstrukci a obnovení druhé koleje slouží bývalé nádraží od srpna 2015 jako výhybna.